# Waymo
Waymo — сервис беспилотных такси на базе технологий для беспилотных автомобилей. Дочерняя компания Alphabet. 

## Коммерческая эксплуатация, проходящие тесты и планы компании
В октябре 2024 года компания сообщила, что в неделю клиенты совершают более 100 тыс. коммерческих поездок беспилотном такси компании в Сан-Франциско, Лос Анжелесе в Калифорнии и в городе Фениксе, штат Аризона.. При этом все поездки совершаются на электромобилях.
В декабре 2024 года Waymo сообщила, что планирует начать тестирование беспилотных такси в Японии в партнерстве с местными компаниями. Также компания сообщила, что в 2024 году беспилотные такси совершили более 4 млн. коммерческих поездок в США.
В марте 2025 года в парке Waymo насчитывалось 700 беспилотных автомобилей.
В мае 2025 года компания сообщила о работе 1500 беспилотных такси на базе Jaguar I-Pace, о планах удвоить это количество и о планах по выводу беспилотных такси в городах Вашингтон, Атланта и Майами до конца 2026 года.

## Используемые технологии

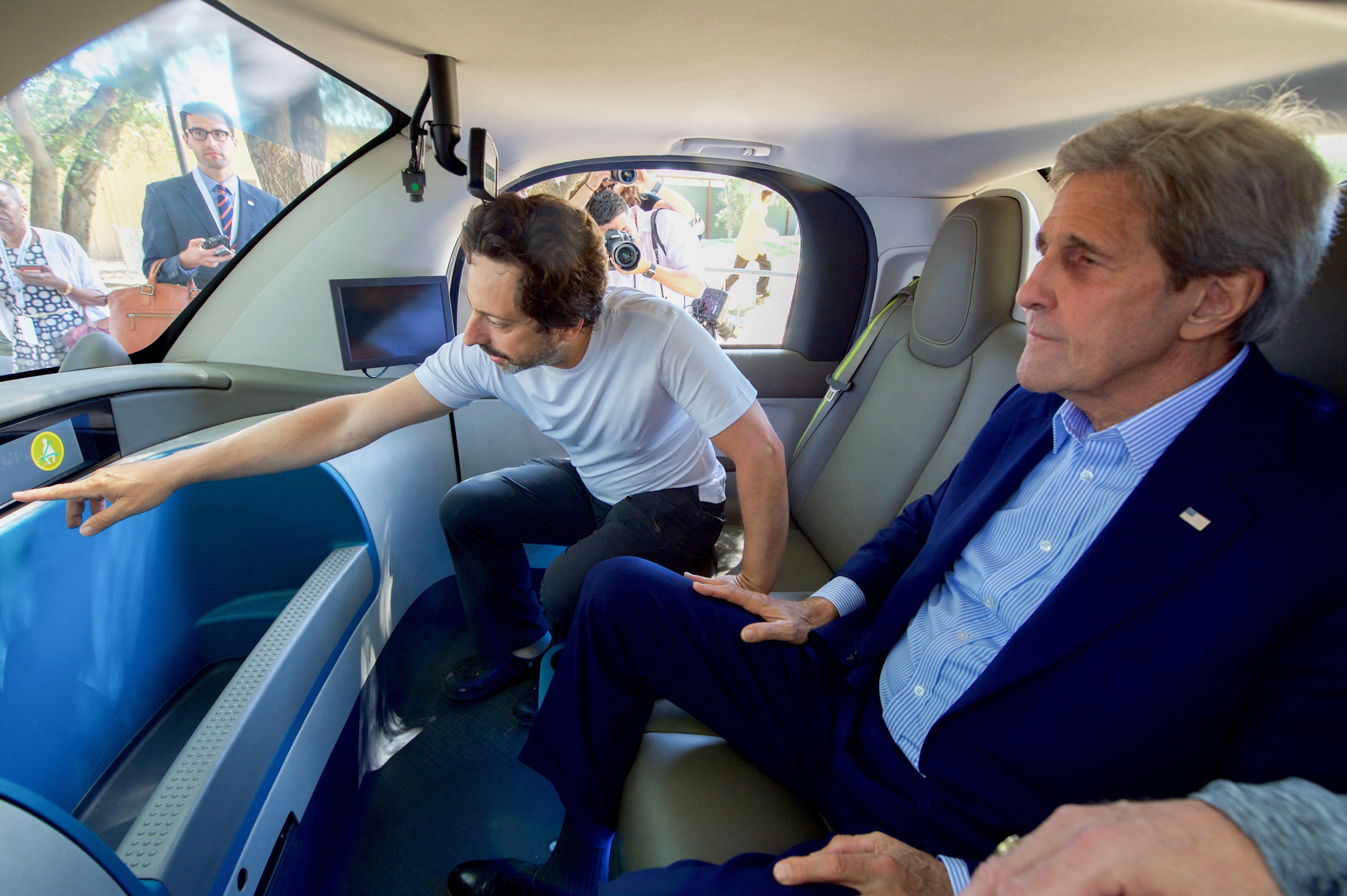
внутри автомобиля «Waymo» полностью отсутствует рулевое управление

Системы автомобилей Waymo используют информацию, собранную сервисом Google Street View, видеокамеры, лидар, установленный на крыше, радары в передней части авто и датчик, подключенный к одному из задних колёс, который помогает определить позицию автомобиля на карте.

## История

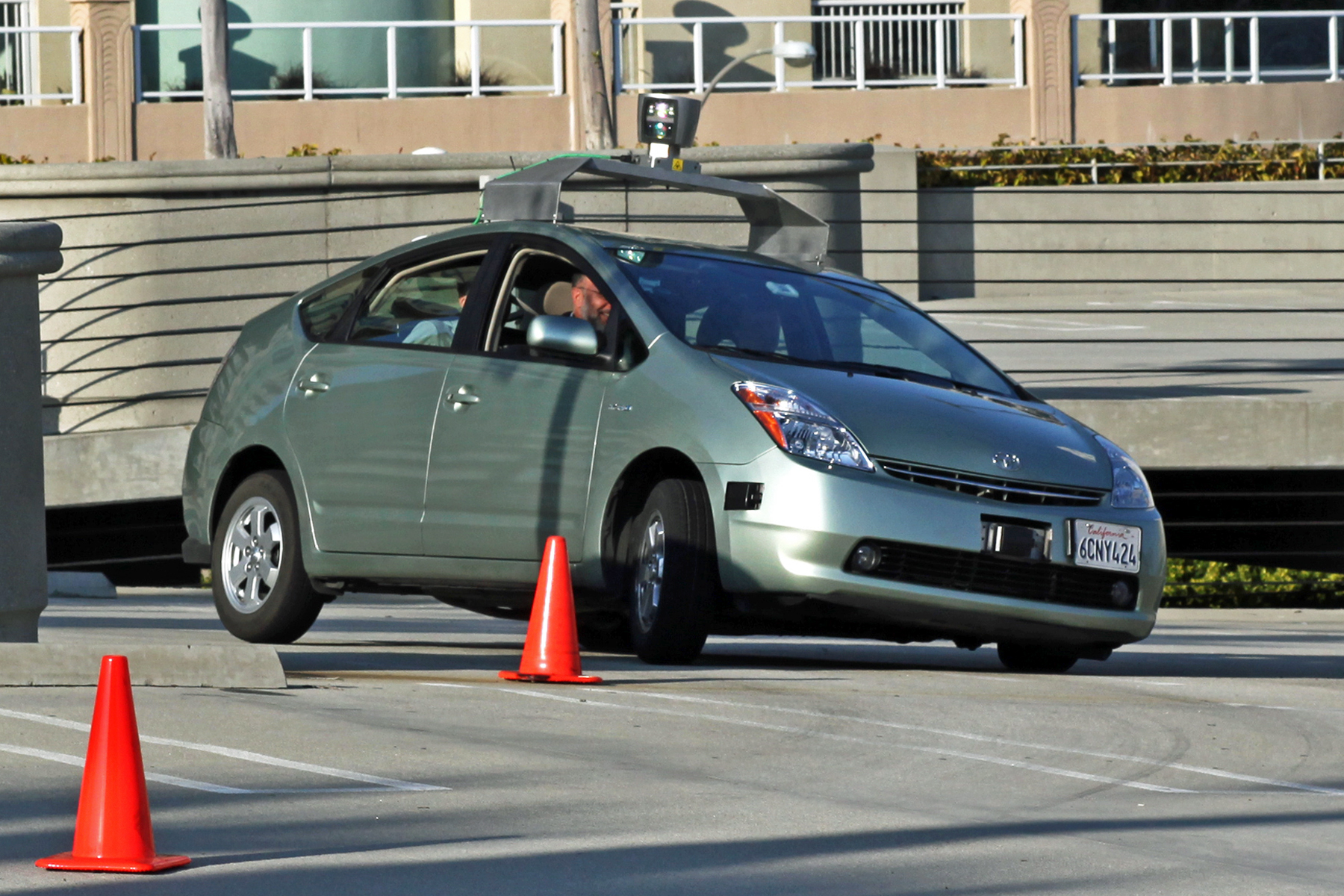
Toyota Prius, модифицированная для работы в качестве беспилотного автомобиля Google

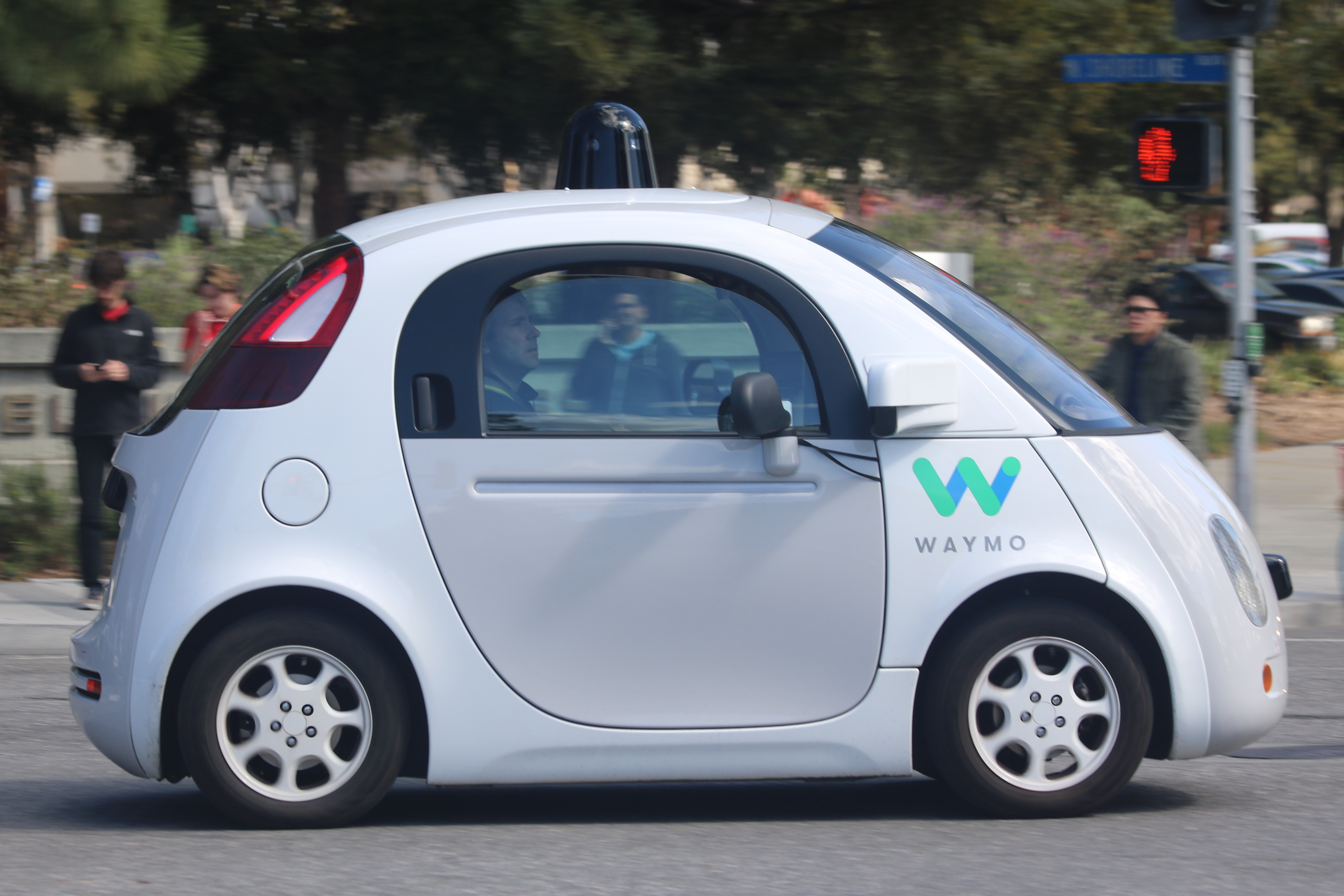
Прототип беспилотного автомобиля

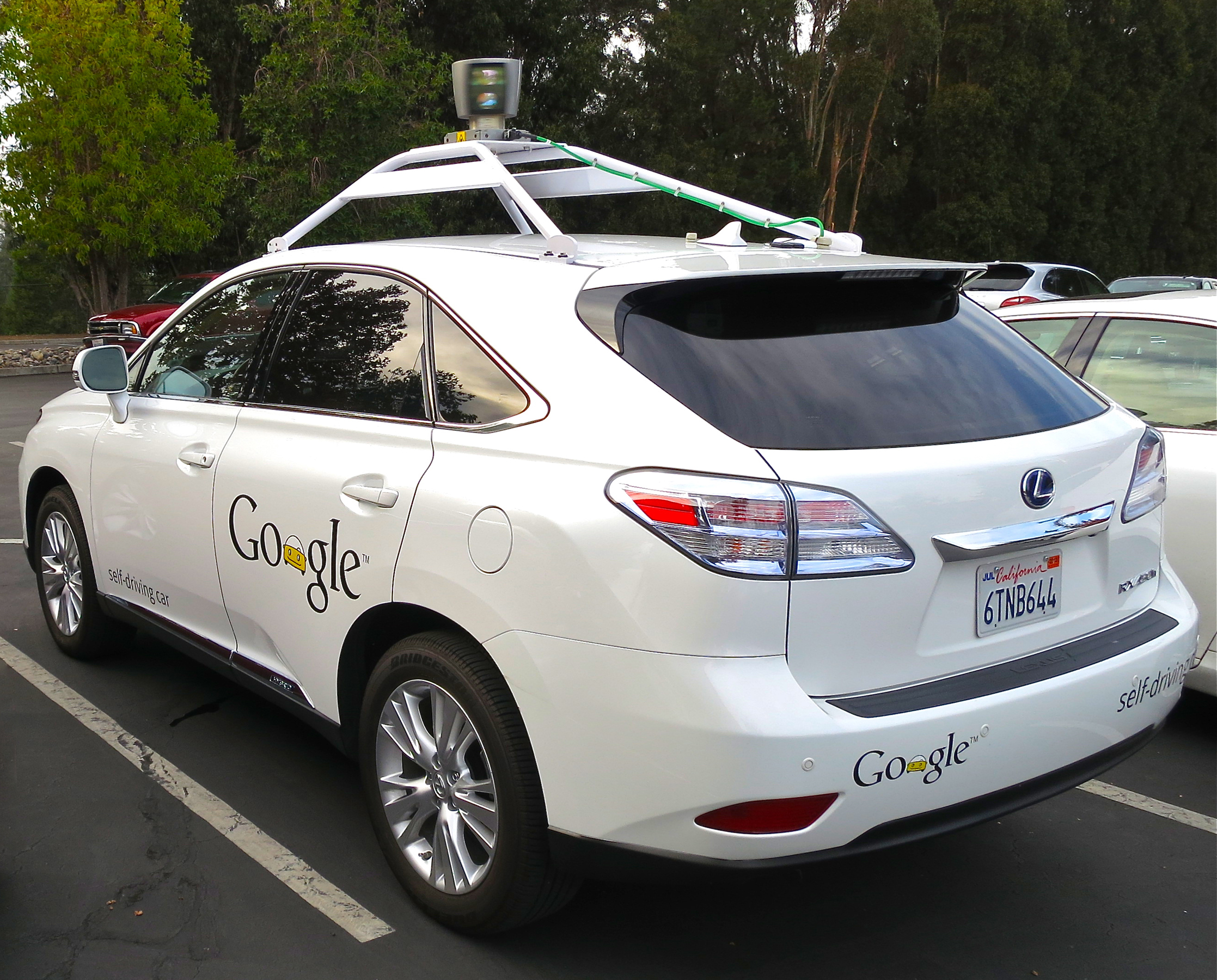
Lexus RX450h, оборудованный беспилотными системами

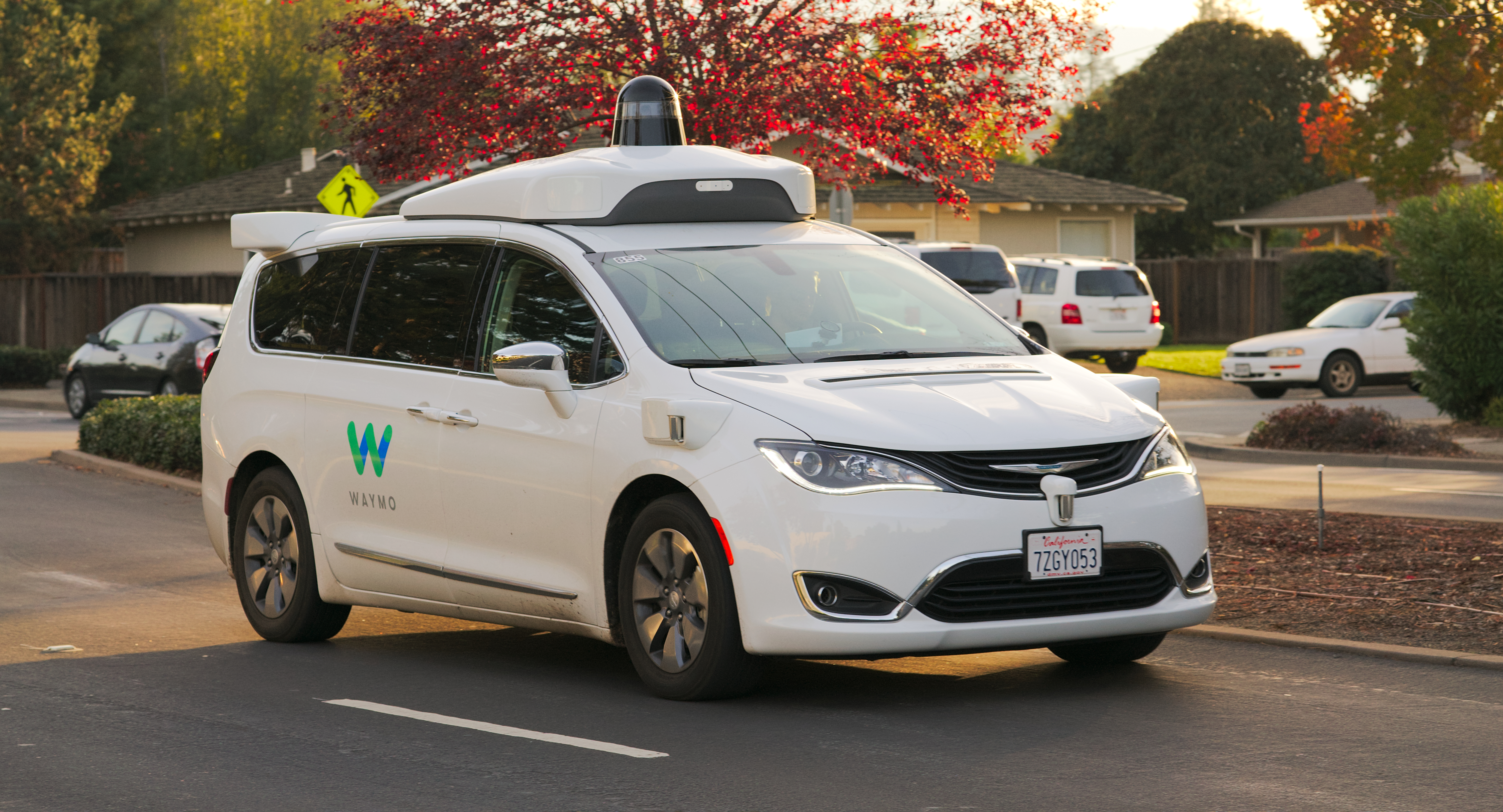
Автомобиль компании Waymo (Chrysler Pacifica Hybrid) проходит тестирование в Сан-Франциско.

Компания основана 13 декабря 2016 года.
Изначально проект по созданию беспилотного автомобиля возглавлял инженер Себастьян Трун, директор лаборатории искусственного интеллекта Стенфордского университета, один из создателей сервиса Google Street View. Команда  Труна занималась проектом Стэнли (англ. Stanley) в Стенфордском университете, который получил приз в 2 млн долларов от Министерства обороны США, победив в 2005 году в конкурсе DARPA Grand Challenge. Команда, разрабатывавшая беспилотный автомобиль, также часто называемый Гугломобиль, включала 15 инженеров Google — в том числе Криса Урмсона, Майка Монтемерло и Энтони Левандовски, которые ранее работали над проектом DARPA Grand and Urban Challenges.

###### Разрешения на использование
В июне 2011 года компания Google успешно пролоббировала закон штата Невада, разрешающий использование беспилотных автомобилей на дорогах общего пользования. В Google отказались пояснить, почему выбор был сделан в пользу Невады.
В мае 2012 Департамент транспортных средств штата Невада (Nevada Department of Motor Vehicles, DMV) выдал Google соответствующую лицензию, а независимый наблюдательный комитет при DMV, осуществлявший надзор за процедурой выдачи первой лицензии на беспилотный автомобиль, утвердил дизайн номерного знака с символом бесконечности на красном фоне.
В сентябре 2012 власти штата Калифорния легализовали использование автомобилей с функцией автопилота.

###### Внедрение
В 2010 году Google протестировал несколько автомобилей, которые проехали около 1600 км полностью автономно и ещё 225 308 км с частичным участием человека. По утверждению Google, их автоматизированная система может снизить количество ДТП, травм и смертей, в то же время используя топливо и дороги более эффективно.
В 2012 году компания Google сообщила в своём блоге о том, что их автомобили проехали уже 300 тысяч миль (более 480 тысяч километров) с минимальным участием человека. Это позволило компании снизить экипаж автомобилей до одного человека. Google также объявила, что пополнила парк беспилотных автомобилей гибридным кроссовером Lexus RX450h. Они необходимы для тестирования системы на участках со сложным рельефом.
В конце мая 2014 Google показал новый прототип своего беспилотного автомобиля, который не имеет ни руля, ни педалей газа и тормоза, и на 100 % автономный, но такое авто было отменено.
В апреле 2014 компания объявила, что их автомобили прошли почти 1,1 млн км. По данным на лето 2015, по улицам Маунтин-Вью ездят 20 самоуправляемых автомобилей Google, отрабатывая маневрирование в потоке машин.
В мае 2016 Google и Fiat Chrysler заключили договор о сотрудничестве с целью выпуска 100 самоуправляемых Chrysler Pacifica. Эти машины будут иметь гибридный двигатель и 8 посадочных мест. Они будут использоваться Google для тестирования технологий для автомобилей, способных перевозить большое количество людей.
1 сентября 2016 года группа разработчиков из Google Inс. запатентовала способ распознавания проблесковых маячков машин экстренных служб. Беспилотный автомобиль, оснащённый такой системой, может по правилам дорожного движения отреагировать на появление полицейского или медицинского автомобиля на дороге.
В мае 2016 Google предлагала работу водителям из Чандлера (штат Аризона) в качестве «специалистов по безопасности транспортных средств» с оплатой 20$ в час. Также беспилотные автомобили тестируются в дождливом Керкленде (Вашингтон) и Остине (Техас).
Компания Waymo в 2018 запустила первый в мире коммерческий сервис беспилотных такси. Правда, работает он исключительно в пригороде Феникса, да и доступен только ряду избранных пользователей, так что запуск весьма условный.
К январю 2020 года автомобили компании Waymo суммарно проехали уже более 20 миллионов миль по дорогам общего пользования.

###### Происшествия
По сообщениям СМИ, 1 июля 2015 года впервые произошло ДТП с участием беспилотного автомобиля, в котором есть пострадавшие — незначительные травмы получили сотрудники компании Google, наблюдавшие за работой беспилотного автомобиля и водитель авто, который врезался в самоуправляемый автомобиль сзади. По статистике самой компании Google, это уже 14-я авария с беспилотными автомобилями, но первая, в которой есть люди, получившие травмы.
Кроме того, 14 февраля 2016 года беспилотный автомобиль, впервые за время испытаний попал в ДТП по вине компьютера, сообщают СМИ. Как сообщила сама компания, во время испытательного заезда машина Google при перестроении в соседнюю полосу на скорости около 3 км/ч врезалась в борт маршрутного автобуса, двигающегося со скоростью 20 км/ч. Пострадавших в результате инцидента не было. У машины Google повреждено крыло и один из датчиков движения. Причиной ДТП стала ошибка бортового компьютера, решившего, что автобус его пропустит. В результате анализа произошедшего инцидента были внесены коррективы в алгоритм программы, которая управляет движением беспилотного автомобиля. Компания Google выразила надежду, что в будущем программа управления сможет успешнее справляться с такими ситуациями.

###### Недостатки
По состоянию на март 2013 года, автомобили Google не могли передвигаться под проливным дождём и в условиях заснеженной местности. Связано это с тем, что идентификация местности производится посредством сравнения заблаговременно отснятых фотографий с результатами визуализации окружающего ландшафта сканирующими системами автомобиля. Благодаря такому подходу система может отличить пешехода от обычного телеграфного столба, но при плохих погодных условиях система сделать это бессильна.
По состоянию на 28 августа 2014 автомобили Google были не в состоянии распознавать временные сигналы светофора. Они не могут отличать пешеходов от полицейских или скомканную бумагу от камня. Что также немаловажно, они не умеют парковаться. Google планировала исправить эти недостатки к 2020 году.